# Taylor McKeown
Taylor McKeown (ur. 17 marca 1995 w Redcliffe) – australijska pływaczka specjalizująca się w stylu klasycznym, medalistka igrzysk olimpijskich i mistrzostw świata.

## Kariera pływacka
W 2014 roku podczas Igrzysk Wspólnoty Narodów w Glasgow zdobyła złoty medal na dystansie 200 m stylem klasycznym, uzyskawszy w finale czas 2:22,36.
Rok później, na mistrzostwach świata w Kazaniu wywalczyła brąz w sztafecie 4 × 100 m stylem zmiennym. Indywidualnie startowała na 100 i 200 m stylem klasycznym. W pierwszej z tych konkurencji uzyskała czas 1:07,19 i zajęła dziewiąte miejsce. Na 200 m żabką z czasem 2:24,41 uplasowała się na 12. miejscu.
Podczas igrzysk olimpijskich w Rio de Janeiro w 2016 roku zdobyła srebrny medal w sztafecie 4 × 100 m stylem zmiennym. W konkurencji 200 m stylem klasycznym zajęła piąte miejsce, uzyskawszy czas 2:22,43. Na dystansie 100 m żabką nie zakwalifikowała się do finału i z czasem 1:07,12 była jedenasta.
W 2017 roku na mistrzostwach świata w Budapeszcie zdobyła brązowy medal w sztafecie 4 × 100 m stylem zmiennym. W finale 200 m stylem klasycznym była siódma z czasem 2:23,06. Na 100 m żabką zajęła dziewiąte miejsce, uzyskawszy czas 1:06,93.